# Robert Guiette
Robert Guiette (Antwerpen, 6 juli 1895 - Antwerpen, 8 november 1976) was een filoloog, Fransschrijvende auteur en dichter.

## Leven
Robert Guiette werd geboren op 6 juli 1895 in Antwerpen als zoon van de schilder Jules Guiette en broer van kunstschilder René Guiette. Na zijn studies in filosofie en letteren als voorbereiding op een studie recht in Brussel schreef hij zich in aan de Katholieke Universiteit Leuven waar hij in 1921 een licentie in Romaanse talen haalde. Met dit diploma op zak vertrok hij naar Parijs, waar hij tussen 1921 en 1923 veel nieuwe artistieke contacten legde. Guiette keerde terug naar België en in 1929 werd hij aangenomen als stagiair aan de Koninklijke Bibliotheek. Van 1929 tot 1930 was hij vervanger in de faculteit filosofie en letteren van de Universiteit Gent. Op 23 december 1930 werd hij benoemd tot docent, 4 jaar later werd hij gepromoveerd tot buitengewoon hoogleraar, maar keert drie jaar later door de drukte terug naar hoogleraar. Van 1944 tot 1946 bekleedde hij ook een functie als professor Frans aan het Hoger Instituut voor Handel in Antwerpen.

## Werken
Een aantal van zijn werken zijn:
- L'allumeur de rêves, Oostende, 1927.
- La légende de la sacristine: étude de littérature comparée, Parijs, 1927.
- Musiques, Parijs, 1927.
- De Fransch-Belgische letterkunde sinds 1914, Brussel, 1936.
- Malentendu, Parijs, 1936.
- Beatrijs, Brugge, 1938.
- Chroniques et conquestes de Charlemaine, Brussel, 1940-1951.
- Note sur le fabliau du "Mari-Confesseur", Brussel, 1941.
- Hommage à Lode Baekelmans, Antwerpen, 1946.
- L'autre voix, Parijs, 1948.
- Divertissemet sur le mot "fabliau", 1948.
- La jeunesse de Charlemagne dans le manuscrit de Bruxelles (Bibl. Roy. 9066), Antwerpen, 1948.
- Poètes français de Belgique: de Verhaeren au surréalisme, Parijs, 1948.
- Marionnettes de tradition populaire, Brussel, 1949.
- Au rêve des fumeurs: quize poèmes & quize litheographies originales, Parijs, 1950.
- Feuilles d'almanachi, Parijs, 1950.
- Le mariage Rutebeuf et autres poèmes, Parijs, 1950.
- René Guiette, Antwerpen, 1950.
- Composition et structure de roman balzacien, Leuven, 1952.
- Le ciel de la cité, Parijs, 1952.
- A pas de loup, Lyon, 1953.
- D'une nonain ki issi de son abbeïe, Gent, 1953.
- Jean de Boschère, l'enragé d'espoir, Parijs, 1954.
- Références poétiques de Max Elskamp, Brussel, 1954.
- L'invention étymologique dans les lettres françaises au moyen âge: communication au 10e Congrès de l'association, le 23 juillet 1958, Parijs, 1959.
- Hommage à Max Elskamp: discours prononcé à la séance publique annuelle du 16 novembre 1957, Brussel, 1975.
- L'histoire de Griseldis, miroir des dames mariées, Luik, 1961.
- Écrivains français de Belgique au 19e siècle, Parijs, 1962.
- Frédéri Mistral, Hasselt, 1962.
- Ombres vives, Brussel, 1969.
- D'une poésie formelle en France au moyen âge, Parijs, 1972.
- Recontres, Parijs, 1973.
- Quelques réflexions du traducteur, Brussel, 1975.
- De Georges Eekhoud à l'illustrateur de "kermesses", Brussel, 1976.
- L'ombre intérieure, Brussel, 1978.